# Морозова Анастасія Іванівна
Анастасі́я Іва́нівна Моро́зова (11 січня 1907, Сулин, Черкаський округ, Область Війська Донського, Російська імперія — 9 лютого 1984, Запоріжжя, УРСР, СРСР) — українська радянська театральна актриса. Дружина актора Віктора Аведиктова. Народна артистка Української РСР (1954).

## Життєпис
Народилася 29 грудня 1906 (11 січня 1907) року в селі Сулині (нині місто Красний Сулин Красносулинського району Ростовської області, Росія). Після закінчення школи працювала паспортисткою в місті Шахтах. 
Упродовж 1924—1933 років працювала в Робітничо-колгоспному театрі на Донбасі; у 1933—1936 роках — актриса Вінницького драматичного театру імені Третього вирішального року п'ятирічки. З 1936 року — актриса Житомирського українського музично-драматичного театру імені Миколи Щорса. Одночасно, протягом 1936–1937 років, навчалася в Інституті театрального мистецтва в Москві.
1944 року театр переїхав до Запоріжжя, куди перебралася й Анастасія Іванівна. Була провідною актрисою цього театру. Член ВКП(б) з 1946 року. Померла в Запоріжжі 9 лютого 1984 року.

## Ролі
- Наталя («Лимерівна» Панаса Мирного);
- Анна («Украдене щастя» Івана Франка);
- Маруся, Аза («Маруся Богуславка», «Циганка Аза» Михайла Старицького);
- Варка («Безталанна» Івана Карпенка-Карого);
- Оксана, Ліда, Марфа Рижова, Ага Щука, Варвара («Загибель ескадри», «Платон Кречет», «Правда», «Калиновий гай», «Богдан Хмельницький» Олександра Корнійчука);
- Анна Андріївна («Ревізор» Миколи Гоголя);
- Васса («Васса Желєзнова» Максима Горького);
- Лауренсія («Овеча криниця» Лопе де Вега);
- Леді Мілфорд («Підступність і кохання» Фрідріха Шиллера);
- Марія Олександрівна («Сім'я» Івана Попова);
- Господиня Ніскавуорі («Кам'яне гніздо» Гелли Вуолійокі);
- Ніна («Щорс» Юрія Дольда-Михайлика);
- Текля («Доки сонце зійде, роса очі виїсть» Марка Кропивницького);
- Наталка («Наталка Полтавка» Івана Котляревського);
- Зовиця («Майська ніч» за Миколою Гоголем);
- Стеха («Назар Стодоля» Тараса Шевченка);
- Ві Толбот («Орфей спускається у пекло» Теннессі Вільямса);
- Джемма («Овід» за романом Етель Войнич);
- Розалія («Поцілунок Чаніти» за Юрієм Мілютіним);
- Кручиніна, Катерина («Без вини винні», «Гроза» Олександра Островського);
- Пані Стессель («Порт-Артур» Олександра Степанова та Івана Попова);
- Вустя («Маруся Чурай» Івана Микитенка);
- Софія Іванівна («Рідна мати моя…» Юрія Мокрієва);
- Діанна («Не називаючи прізвищ» Василя Минка).

## Відзнаки
- Заслужена артистка УРСР з 1943 року[1];
- Народна артистка УРСР з 1954 року;
- Орден Леніна (1960)[1].

## Вшанування

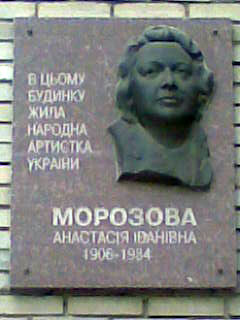
Пам'ятна дошка в Запоріжжі

У Запоріжжі, на будинку в якому жила актриса, встановлено меморіальну дошку (граніт, мідь, гальванопластика; скульптор Олексій Башкатов).